# Primož Bezjak
Primož Bezjak; slovenski igralec in plesalec, * 5. marec 1977, Maribor.
Študij na Akademiji za gledališče, radio, film in televizijo je končal le ta 2007, vendar je bil v gledališču dejaven že prej. Že leta 1999 je sodeloval v predstavi Matjaža Pograjca in Betontanca.
Igral je v več slovenskih filmih.

## Filmografija

### Filmi
- Antigona - Kako si upamo! (2020)
- Skupaj (2018, TV): Luka
- Zgodovina ljubezni (2018)
- Codelli (2017)
- Hit poletja (2008, TV)
- Petelinji zajtrk (2007): Djuro
- Barabe (2001)

### TV serije
- Več po oglasih (2016): Jure Planinšek

## Nagrade
- 2020 – vesna za glavno vlogo v filmu Antigona - Kako si upamo![3]
- 2011 – Župančičeva nagrada (za igralske stvaritve v več predstavah ter za projekte Tam daleč stran – uvod v ego-logijo (Betontanc) in Invalid (Via negativa))[1]
- 2010 – nagrada za izjemno kolektivno stvaritev avtorski ekipi predstave Preklet naj bo izdajalec svoje domovine! na Borštnikovem srečanju[1]
- 2003 – zlata ptica (skupaj z Barbaro Kukovec)[1]
- 2001 – Stopov obetavni igralec leta za film Barabe![1]